# Morning Phase
Albums de Beck
Modern Guilt
(2008) Colors
(2017)
Singles
1. Blue Moon
Sortie : 20 janvier 2014
2. Waking Light
Sortie : 4 février 2014
3. Say Goodbye
Sortie : 5 mai 2014[4]
4. Heart Is a Drum
Sortie : 28 juillet 2014

Morning Phase est le douzième album studio de Beck, sorti en février 2014,,,. L'album est sorti en février 2014 par le nouveau label discographique de Beck, Capitol Records. Selon un communiqué de presse, Morning Phase est une «œuvre complémentaire» à l'album Sea Change paru en 2002. D'ailleurs, plusieurs des musiciens qui ont participé à l'enregistrement de Sea Change font partie de l'équipe ayant travaillée sur Morning Phase.
À la suite de sa parution, l'album reçoit l'acclamation des critiques et est nommé pour cinq prix lors de la cérémonie des 57e Grammy Awards et il est récompensé par trois: Album de l'année, Meilleur album rock et Meilleure ingénierie d'album non-classique,. Lors de la soirée, Beck collabore avec Chris Martin du groupe britannique Coldplay pour interpréter la chanson Heart Is a Drum.
Les racines de l'album sont similaires à Sea Change, de même qu'à celle de deux autres albums de Beck, Golden Feelings (1993) et One Foot in the Grave (1994). La plupart des critiques notent la grande divergence sonore avec les derniers opus de l'artiste ainsi que la ressemblance de style avec Sea Change.

## Contexte créatif
L'album de Beck précédent, Modern Guilt, est sorti en 2008 et fut le dernier disque à paraître sous son contrat avec Interscope Records. Entre la sortie des deux albums, Beck travaille sur une grande variété de projets, incluant du nouveau matériel qui ne paraîtra toutefois pas avant plusieurs années. En octobre 2012, le bassiste et collaborateur fréquent de Beck Justin Medal-Johnsen commente: «J'estimerais qu'il y a présentement assez de matériel pour compléter environ trois ou quatre albums». Beck dit lui-même: «Je ne savais pas si j'allais sortir un album – ou si je devais sortir un album. Je sentais que je ne faisais rien, pendant que tout le reste était tellement fluide.»
En 2012 et 2013, Beck commence à jouer plus régulièrement en live que dans les années qui ont immédiatement suivies la tournée de Modern Guilt. Il sort également des nouveaux titres pendant cette même période. Le single I Just Started Hating Some People Today/Blue Randy paraît en 2012 et trois autres sortent en 2013: Defriended, I Won't Be Long et Gimme. Ces trois dernières chansons ne feront pas partie d'albums, mais paraissent sous le propre label de Beck, FONOGRAF. I Won't Be Long et Gimme auraient prétendument fait partie d'un projet similaire à Odelay non-complété en 2009. D'après Beck, les autres titres de ce projet pourraient paraître un jour d'une façon similaire.
En juin 2013, Beck annonce la sortie de deux nouveaux albums pour 2014, l'un d'eux étant «acoustique». Le communiqué de presse pour cet album «acoustique» (ainsi qu'avec des nouvelles de son nouveau contrat avec Capitol Records) arrive en octobre 2013 et annonce que l'album s'intitulera Morning Phase et que sa sortie est prévue pour février 2014. L'autre album, non-complété, ne sortira finalement pas la même année. En comparant la production de Morning Phase avec celle de ses anciens albums, Beck indique qu'avant l'enregistrement de Modern Guilt en 2008, il souffrait d'une blessure sévère à la colonne vertébrale,, et que le processus d'enregistrement de Modern Guilt était «comme si je le faisais avec mes deux mains attachées dans mon dos. Chanter me faisait mal. J'ai chuchoté pendant la moitié des chansons.» D'un autre côté, Beck dit que Morning Phase a représenté une expérience beaucoup plus satisfaisante: «Sur certaines des chansons du nouveau disque, je peux crier et hurler – j'étais comme, "Merci!" J'avais plein d'idées et de choses que je voulais faire. Pendant la dernière année et demie, j'ai senti que je pouvais vraiment les faire».

## Enregistrement
En 2005, Beck commence à enregistrer du matériel à Nashville pour un nouvel album , mais il demeure incomplet pendant plusieurs années. Ce n'est pas avant 2012 qu'il retourne continuer ce projet, enregistrant maintenant chez Third Man Records (qui n'existait pas encore à l'époque des débuts du projet). Deux chansons de ces nouvelles sessions d'enregistrement, I Just Started Hating Some People Today et Blue Randy paraissent la même année comme des singles indépendants dans la Blue Series de Third Man. D'autres titres, comme Blackbird Chain, Country Down et Waking Light, sont réservés pour ce qui deviendra Morning Phase. Au début de 2013, il enregistre une bonne partie de l'album dans sa ville natale, Los Angeles, en trois jours avec plusieurs musiciens habituels de studio et de tournée, parmi lesquels Justin Medal-Johnsen, Joey Waronker, Roger Joseph Manning Jr., et Smokey Hormel. Les six mois suivant, Beck travaille avec ce matériel pour la sortie d'un album. Son père, David Campbell, contribue aux arrangements orchestraux pour l'album comme il l'avait auparavant fait pour Sea Change et la plupart des autres albums de Beck.

## Singles
Le 20 janvier 2014, Beck sort le premier single de l'album, Blue Moon. Le second single, Waking Light, paraît le 4 février 2014. Say Goodbye est dévoilé comme troisième single au Royaume-Uni le 5 mai 2014. Heart Is a Drum est issu comme quatrième single aux États-Unis le 28 juillet de la même année.

## Accueil

### Accueil critique
Avant sa sortie, Morning Phase était placé au deuxième rang des albums les plus anticipés de 2014 par Stereogum.
À sa sortie, l'album reçoit les louanges de la critique musicale. Metacritic, qui accorde un rang normalisé sur 100 points aux articles des principaux critiques, donne à l'album un score moyen de 81 (basé sur 46 articles).
Chez Mojo, James McNair déclare que «Morning Phase n'est pas un album qui courtise obséquieusement votre approbation [...] il le fait simplement.» Andy Gill du The Independent écrit que l'album est «une aventure profondément satisfaisante, la tristesse tempérée par la chaleur et la beauté des décors et la douce détermination de la résolution. En conséquence, c'est un bien meilleur album que Sea Change, aussi immersif, mais plus intelligent et moins indulgemment négatif.» Selon Reef Younis du magazine Clash, Morning Phase a un «léger ton mélancolique» et «il y a énormément à aimer [sur cet album].» Iann Robinson de CraveOnline note l'album à 9/10, le décrivant comme un «fier successeur à Sea Change» et un «coup de génie», tout en notant que l'album entre dans le meilleur matériel de Beck depuis plusieurs années.

### Distinctions
| Publication         | Rang       | Liste                           |
| ------------------- | ---------- | ------------------------------- |
| The A.V. Club       | 14         | Les 20 meilleurs albums de 2014 |
| The Daily Telegraph | 12         | Meilleurs 50 albums de 2014     |
| The Guardian        | 8          | Meilleurs albums de 2014        |
| Mojo                | 1          | 50 meilleurs albums de 2014     |
| musicOMH            | 7          | Top 100 des albums de 2014      |
| The Huffington Post | Non classé | Les 23 meilleurs albums de 2014 |
| Time Out            | 25         | Les 30 meilleurs albums de 2014 |

| Année | Cérémonie     | Oeuvre nommée | Récipiendaire(s) | Catégorie                                   | Résultat   |
| ----- | ------------- | ------------- | --- | ------------------------------------------- | ---------- |
| 2015  | Grammy Awards | Morning Phase | Beck Beck Hansen, producteur; Tom Elmhirst, David Greenbaum, Florian Lagatta, Cole Marsden, Greif Neill, Robbie Nelson, Darrell Thorp, Cassidy Turbin & Joe Visciano, ingénieurs du son/mixeurs; Bob Ludwig, ingénieur en mastering | Album de l'année                            | Lauréat    |
| 2015  | Grammy Awards | Morning Phase | Beck | Meilleur album rock                         | Lauréat    |
| 2015  | Grammy Awards | Morning Phase | Tom Elmhirst, David Greenbaum, Florian Lagatta, Cole Marsden, Greif Neill, Robbie Nelson, Darrell Thorp, Cassidy Turbin & Joe Visciano, ingénieurs du son; Bob Ludwig, ingénieur en mastering                                       | Meilleure ingénierie d'album, non-classique | Lauréat    |
| 2015  | Grammy Awards | Blue Moon     | Beck | Meilleure prestation rock                   | Nomination |
| 2015  | Grammy Awards | Blue Moon     | Beck Beck Hansen, compositeur | Meilleure chanson rock                      | Nomination |

L'album reçoit 5 nominations à la 57e cérémonie des Grammy Awards. Morning Phase est lauréat dans 3 de ces catégories, soit celles d'Album de l'année, de Meilleur album rock et de Meilleure ingénierie d'album non-classique. En remportant le prestigieux prix d'album de l'année, Morning Phase bat les albums G I R L de Pharrell Williams, l'album éponyme de Beyoncé, In the Lonely Hour de Sam Smith, ainsi que X d'Ed Sheeran.

### Performance commerciale
Morning Phase débute au troisième rang du classement d'album Billboard 200, vendant plus de 87 000 copies dans la première semaine et devenant le deuxième album le mieux classé pour Beck, après Guero (2005). L'album atteint également le top 10 dans plusieurs autres pays, entre autres au Royaume-Uni, au Canada, au Danemark, en Suisse, aux Pays-Bas, en Australie et en Nouvelle-Zélande. En date d'octobre 2015, Morning Phase s'était vendu en 470 000 copies aux États-Unis.

## Titres
Toutes les chansons ont été écrites par Beck Hansen.
| No  | Titre           | Durée |
| --- | --------------- | ----- |
| 1.  | Cycle           | 00:40 |
| 2.  | Morning         | 05:20 |
| 3.  | Heart Is a Drum | 04:32 |
| 4.  | Say Goodbye     | 03:30 |
| 5.  | Blue Moon       | 04:03 |
| 6.  | Unforgiven      | 04:35 |
| 7.  | Wave            | 03:41 |
| 8.  | Don't Let It Go | 03:10 |
| 9.  | Blackbird Chain | 04:27 |
| 10. | Phase           | 01:08 |
| 11. | Turn Away       | 03:06 |
| 12. | Country Down    | 04:01 |
| 13. | Waking Light    | 05:02 |

## Personnel
- Beck Hansen – producteur, chanteur, guitare acoustique (titres 2-5, 8, 9, 11 et 12), guitare électrique (titres 9 et 13), clavier (titre 2), piano (titre 3, 5, 6 et 13), synthétiseur (titre 13), orgue (titre 13), basse électrique (titres 5 et 11), collage de sons (titre 3), tambourine (titre 4), ukulélé (titre 5), charango (titre 5), célesta (titre 9), tympanon (titre 11), harmonica (titre 12), glockenspiel (titre 13), arrangements orchestraux (tous les titres comprenant des instruments orchestraux)
- Joey Waronker – batterie (titres 2, 3, 5, 8, 12 et 13), percussions (titres 2, 3, 5 et 9)
- Roger Joseph Manning, Jr. – piano, synthétiseurs, Rhodes, clavinet, orgue B3, chœur
- Stanley Clarke – contrebasse (titre 2), basse électrique (titre 3)
- James Gadson – batterie (titres 4 et 6)
- Cody Kilby – guitare (titre 4)
- Bram Inscore – basse électrique (titre 4)
- Fats Kaplin – banjo (titre 4)
- Justin Meldal-Johnsen – basse (titres 6, 8, 9 et 13)
- Smokey Hormel – guitare acoustique (titres 6 et 8), guitare électrique (titres 9 et 12), EBow (titre 6)
- Stephanie Bennett – harpe (titres 6 et 11)
- Steve Richards – violoncelle (titres 7 et 8)
- Roger Waronker – piano (titre 8)
- Jason Falkner – guitare électrique (titres 9, 12 et 13)
- Matt Mahaffey – orgue (titres 9 et 13)
- Greg Leisz – pedal steel guitar (titres 9 et 12)
- Matt Sherrod – batterie (titre 9)
- David Campbell – arrangements orchestraux, orchestrations et direction d'orchestre
- David Greenbaum – ingénieur du son
- Florian Lagatta – ingénieur du son
- Cole M. Greif-Neill – ingénieur du son
- Robbie Nelson – ingénieur du son
- Darrell Thorp – ingénieur du son
- Cassidy Turbin – ingénieur du son
- Joe Visciano – ingénieur du son
- Bob Ludwig – ingénieur en mastering

## Historique de sortie
| Région           | Date            | Label                | Format(s)                          | Réf    |
| ---------------- | --------------- | -------------------- | ---------------------------------- | ------ |
| Australie        | 21 février 2014 | - Fonograf - Capitol | Téléchargement digital             | [ 48 ] |
| Pays-Bas         | 21 février 2014 | - Fonograf - Capitol | Téléchargement digital             | [ 49 ] |
| Nouvelle-Zélande | 21 février 2014 | - Fonograf - Capitol | Téléchargement digital             | [ 50 ] |
| Argentine        | 21 février 2014 | - Fonograf - Capitol | - CD - téléchargement digital      | [ 51 ] |
| France           | 24 février 2014 | - Fonograf - Capitol | - CD - téléchargement digital      | [ 52 ] |
| Royaume-Uni      | 24 février 2014 | - Fonograf - Capitol | - CD - téléchargement digital      | [ 53 ] |
| États-Unis       | 25 février 2014 | - Fonograf - Capitol | - CD - LP - téléchargement digital | [ 54 ] |
| Allemagne        | 28 février 2014 | - Fonograf - Capitol | - CD - LP - téléchargement digital | [ 55 ] |
| Pologne          | 3 mars 2014     | Universal Poland     | CD                                 | [ 56 ] |